# Костянецький Яр
Костянецький Яр — комплексна пам'ятка природи місцевого значення. Об'єкт розташований на території Черкаського району Черкаської області, квартал 1 Канівського лісництва.
Площа — 22 га, статус отриманий у 1979 році.